# Ди’Ло Браун
Эйси Джулиус Коннор (англ. Accie Julius Connor, род. 22 октября 1970, Берлингтон, Нью-Джерси) — американский рестлер, более известный под именем Ди́’Ло Бра́ун (англ. D'Lo Brown)
В настоящее время он работает в Impact Wrestling в качестве рестлера, продюсера и комментатора. Он наиболее известен по своей работе в WWE с 1997 по 2003 год, где был интерконтинентальным чемпионом WWF и четырехкратным чемпионом Европы WWF. Он также известен по выступлениям в Total Nonstop Action Wrestling, где он владел титулом командного чемпиона мира NWA, Ring of Honor и в Японии в промоушенах All Japan Pro Wrestling и Pro Wrestling Noah. Он также был самым продолжительным активным членом «Нации доминации».
Имя «Ди’Ло Браун» появилось как отсылка к школьному другу Коннора — Даррену Льюису («Д. Льюис Ло», как называл его Коннор), который умер от рака. Коннор спросил у матери Льюиса, может ли он использовать это имя как дань уважения ее сыну.

## Личная жизнь
Коннор — дипломированный общественный бухгалтер (CPA), окончивший Университет штата Мэн. Он и его жена Дженнифер поженились в 2001 году и имеют двух дочерей, Бриа (родилась в 2003 году) и Пэйтон (родилась в 2009 году). У него есть три сводных брата и сестры по отцовской линии.

## Титулы и достижения
- Backed Against The Wall Championship Wrestling
  - Чемпион BAW (1 раз)[1]
- Border City Wrestling
  - BCW Can-Am Heavyweight Championship (2 раза)[2]
- Cleveland All-Pro Wrestling
  - CAPW North American Championship (2 раза)
- Great Lakes Wrestling
  - Чемпион GLW в тяжёлом весе (1 раз)[3]
- Heartland Wrestling Association
  - Чемпион HWA в тяжёлом весе (2 раза)[4]
  - Командный чемпион HWA (1 раз) — с Мэттом Страйкером[5]
- Heroes and Legends Wrestling
  - Чемпион легенд HLW (1 раз)
- International Wrestling Association
  - Командный чемпион мира IWA (1 раз) — с гламурным парнем Шейном
- International Wrestling Promotions
  - Чемпион IWP в тяжёлом весе (1 раз)[6]
- Irish Whip Wrestling
  - IWW International Heavyweight Championship (1 раз)[7]
- Maximum Pro Wrestling
  - Чемпион MXPW в тяжёлом весе (1 раз)[8]
- New Era Pro Wrestling
  - Чемпион NEW в тяжёлом весе (6 раза)
- Pro Wrestling Illustrated
  - № 61 в топ 500 рестлеров в рейтинге PWI 500 в 2004[9]
- Pro Wrestling Noah
  - Командный чемпион GHC (1 раз) — с Бьюкененом[10]
- Southern Championship Wrestling
  - SCW Florida Southern Heavyweight Championship (1 раз)[5]
- Total Nonstop Action Wrestling
  - NWA World Tag Team Championship (1 раз) — с Аполо[11][12]
- USA Xtreme Wrestling
  - UXW Heavyweight Championship (1 раз)[5]
- World Wrestling Federation
  - Европейский чемпион WWF (4 раза)[13]
  - Интерконтинентальный чемпион WWF (1 раз)[14][15]
- Wrestling Observer Newsletter
  - Худший образ (2013) Aces & Eights[16]